# Nieuwstadt
Nieuwstadt est un village situé dans la commune néerlandaise d'Echt-Susteren, dans la province du Limbourg. Le 1er janvier 2008, le village comptait 3 345 habitants.
Nieuwstadt a été une commune indépendante jusqu'au 1er janvier 1982. À cette date, elle a été rattachée à Susteren.